# Niepołomice
Niepołomice – miasto w województwie małopolskim, w powiecie wielickim, siedziba władz gminy miejsko-wiejskiej Niepołomice.
Według danych Głównego Urzędu Statystycznego z 30 czerwca 2024 r. miasto liczyło 17 096 mieszkańców i zajmowało powierzchnię 27,4 km².

## Położenie
Niepołomice leżą w południowej Polsce, w środkowej części województwa małopolskiego i w północnej części powiatu wielickiego. Pod względem historycznym znajduje się w zachodniej Małopolsce, w ziemi krakowskiej, oraz zachodniej części dawnej Galicji. Niepołomice oddalone są od granicy ze Słowacją o 65 km w linii prostej.
Niepołomice leżą na wschód od Krakowa. Niepołomicki rynek oddalony jest od krakowskiego Rynku Głównego o 21 km (w linii prostej), zaś od rynku tarnowskiego o 54 km. Miasto leży na pograniczu Niziny Nadwiślańskiej i Podgórza Bocheńskiego. Większa jego część znajduje się na wysokości ok. 200 m n.p.m., jedynie osiedle Zakościele i południowa część osiedla Zagrody leżą na niewybitnym grzbiecie, zakończonym najwyższym naturalnym wzniesieniem miasta – Wężową Górą (212 m n.p.m.). Na jej szczycie wzniesiono Kopiec Grunwaldzki, którego wierzchołek, na wysokości 226 m n.p.m., stanowi najwyżej położony punkt miasta. W południowo-wschodniej części Niepołomic, na obszarze Puszczy Niepołomickiej, znajdują się niewielkie pagórki – Kozie Górki.
Rozciągłość południkowa miasta wynosi ok. 5,4 km; zaś rozciągłość równoleżnikowa ok. 9,7 km.
Niepołomice leżą w obrębie aglomeracji krakowskiej oraz Krakowskiego Obszaru Metropolitalnego. Obecnie pełnią głównie rolę miasta satelickiego Krakowa w ramach aglomeracji.
W latach 1975–1998 miasto należało do województwa krakowskiego.

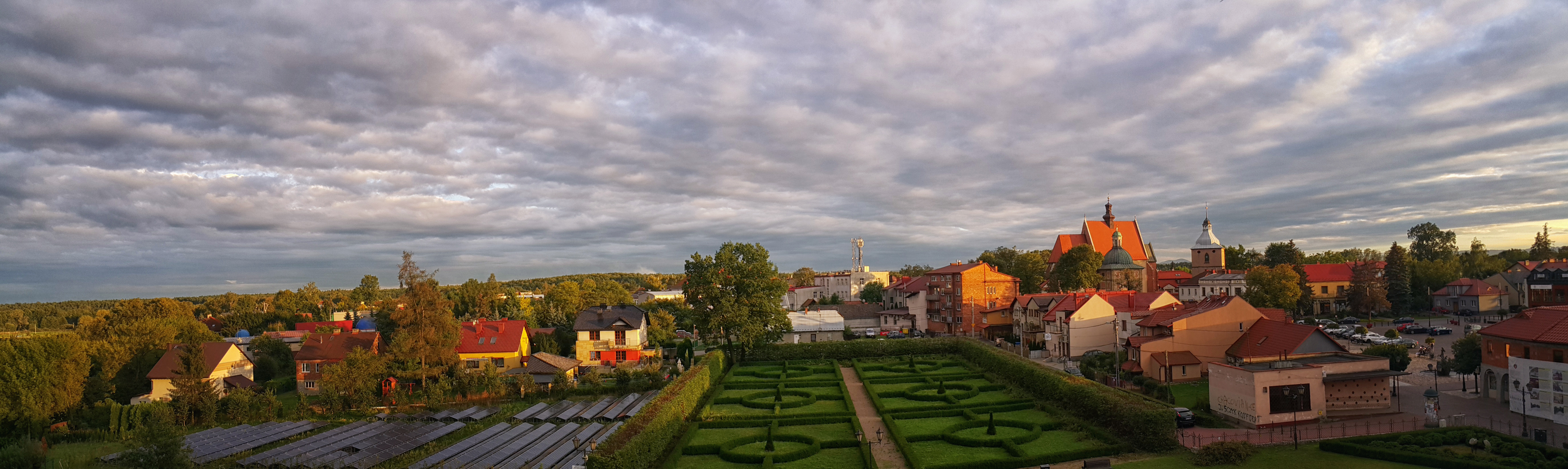
Panorama miasta widziana z zamku

### Podział administracyjny

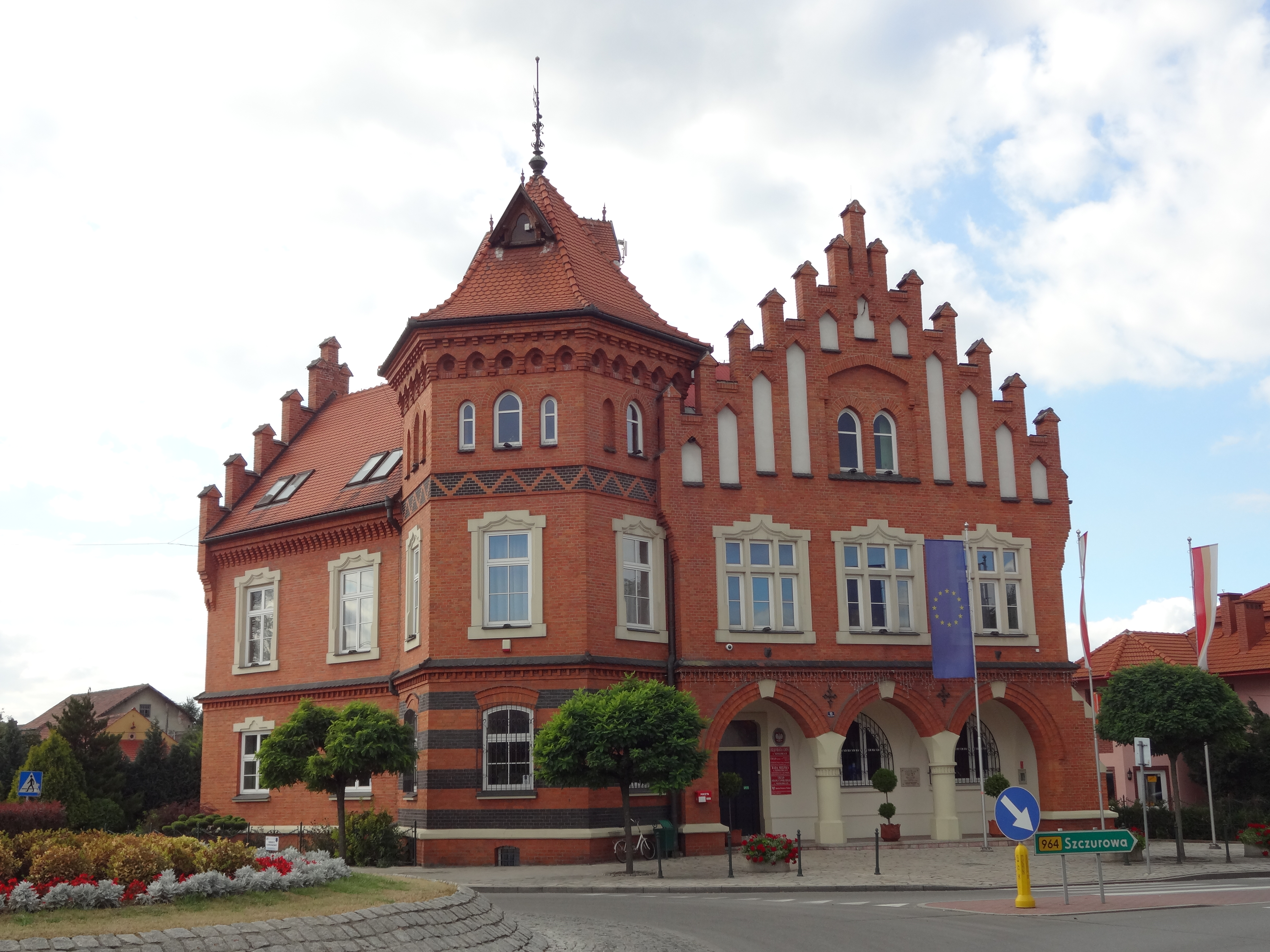
Ratusz

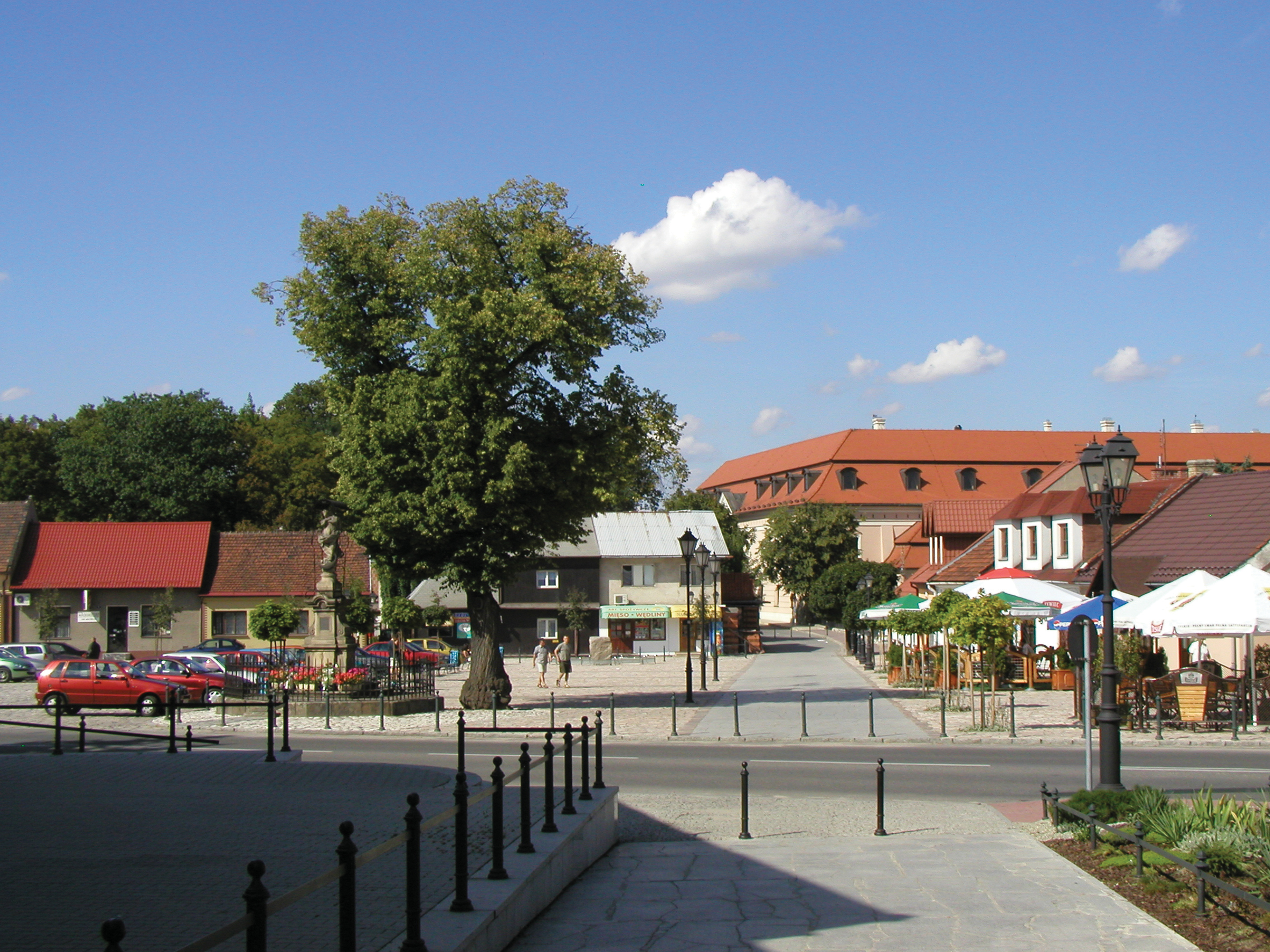
Zabudowa Niepołomic

Niepołomice podzielone są na 7 osiedli: Boryczów, Jazy, Podgrabie, Piaski, Śródmieście, Centrum, Zagrody i Zakościele. W obrębie administracyjnych osiedli znajdują się zwyczajowe jednostki urbanistyczne, niestanowiące jednak jednostek administracyjnych niższego rzędu. Są to zazwyczaj osiedla mieszkaniowe, np. Osiedle Robotnicze czy Osiedle na Wzgórzu, lub dawne osady, np. Chwalców.

## Demografia
Liczba mieszkańców miasta aktualnie (31 grudnia 2022) wynosi 16 805 osób, przy gęstości zaludnienia 613 osób/km². W ostatnich latach zauważalny jest stały wzrost liczby mieszkańców.
- Piramida wieku mieszkańców Niepołomic w 2020 roku[6].

## Klimat
Miasto znajduje się w strefie klimatu umiarkowanego ciepłego przejściowego. Ma ono korzystne warunki klimatyczne dla sadownictwa i leśnictwa z powodu wysokiej sumy opadów i wysokiej średniej rocznej temperatury powietrza, wynoszącej 8,1 °C. Średnia temperatura lipca: 17,3 °C, natomiast średnia temperatura stycznia: −2,5 °C. Średnia liczba dni bezprzymrozkowych wynosi 169, zaś dni z przymrozkami 196. Wilgotność powietrzna waha się od 70% w maju do 90% w listopadzie i grudniu. Najbardziej deszczowym miesiącem jest lipiec, w którym pada przez średnio 12 dni, a średnia suma opadów wynosi 123,3 mm, zaś najsuchszym luty, w którym występuje około 10 dni deszczowych, zaś średnia suma opadów jest równa 23,7 mm. Średnia roczna ilość opadów to 700–750 mm.

## Zanieczyszczenie środowiska
Według raportu Światowej Organizacji Zdrowia w 2016 roku Niepołomice zostały sklasyfikowane jako piętnaste najbardziej zanieczyszczone miasto Unii Europejskiej.

## Historia

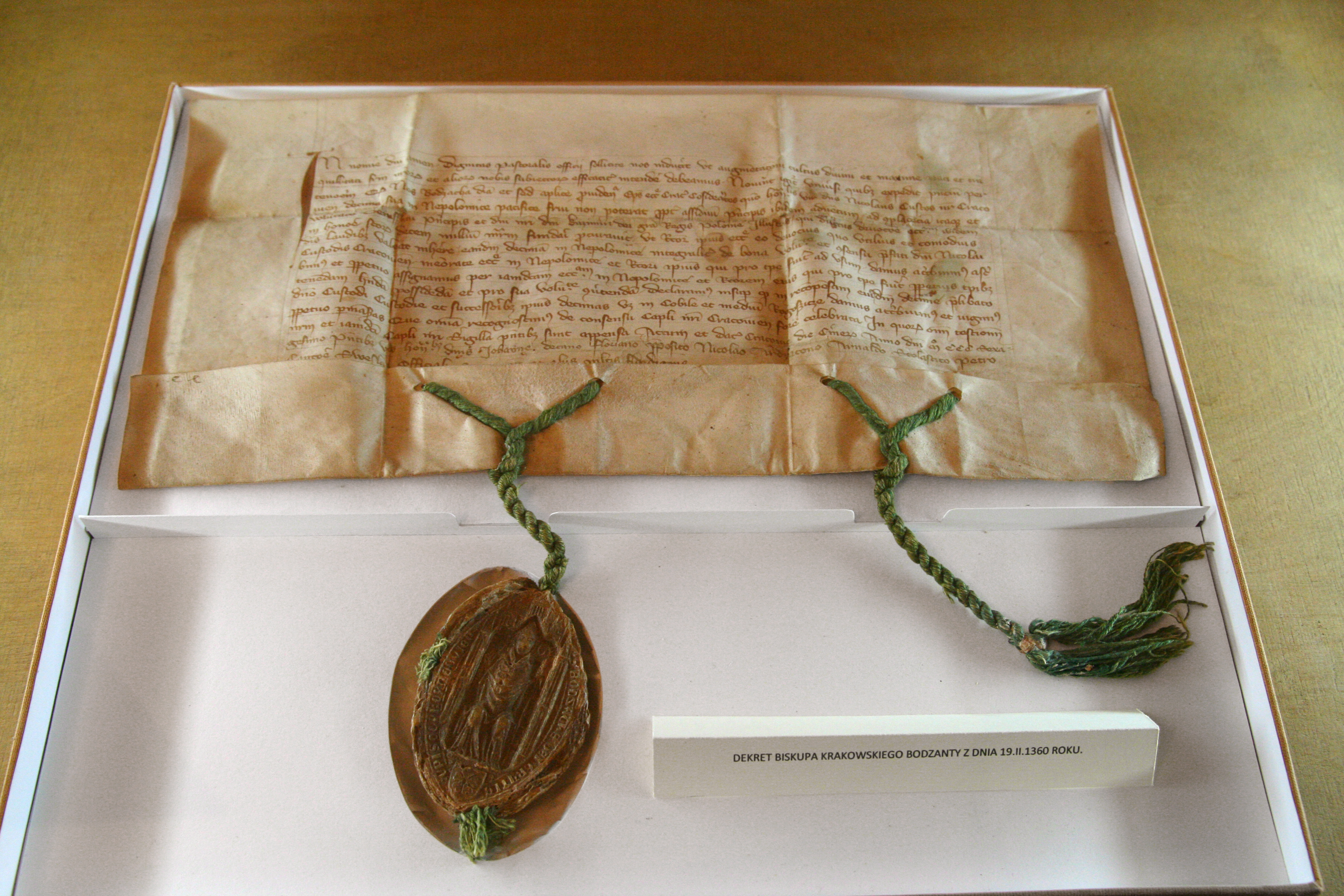
Dokument z dekretem biskupa krakowskiego Bodzanty z 1360 r. w Muzeum na Zamku w Niepołomicach

O historycznej przeszłości miasta mówią stare kroniki Jana Długosza, Marcina Bielskiego i Bartosza Paprockiego, zapiski archiwalne, rachunki dworu królewskiego, dowody wizytacji krakowskich biskupów oraz historyczne zabytki – zamek królewski i kościół.
Początki Niepołomic sięgają czasów organizowania się Państwa Polskiego. Za pierwszych Piastów, gdy Kraków został siedzibą panujących książąt, sąsiadująca z nim Puszcza Niepołomicka, stała się ulubionym miejscem polowań. W XIV wieku Kazimierz Wielki wybudował w Niepołomicach zamek myśliwski nad Wisłą i wystawił gotycki kościół.
W okresie Jagiellonów przebudowany zamek niepołomicki stał się drugą po Wawelu siedzibą królewską i stąd Niepołomice w tym okresie swej historii nazywane są (przez Jana Długosza) drugą po Krakowie stolicą Polski.
Według austriackiego spisu ludności z 1900 w 622 budynkach w Niepołomicach na obszarze 1899 hektarów mieszkały 4692 osoby, z czego 4122 (87,9%) było katolikami, 507 (10,8%) wyznawcami judaizmu, 12 (0,3%) grekokatolikami, a 50 (1,1%) innej religii lub wyznania, 4426 (94,3%) było polsko-, 152 (3,2%) niemiecko-, 3 (0,1%) rusko-, a 102 (2,2%) innojęzycznymi.
Od lat 20. XX w. do wybuchu II wojny światowej stacjonował w Niepołomicach 2 Dywizjon Pociągów Pancernych, jedna z dwóch jednostek tego typu w Polsce.
Od stycznia 1958 do lutego 2000 roku w Niepołomicach stacjonował 6 batalion desantowo-szturmowy.

## Zabytki

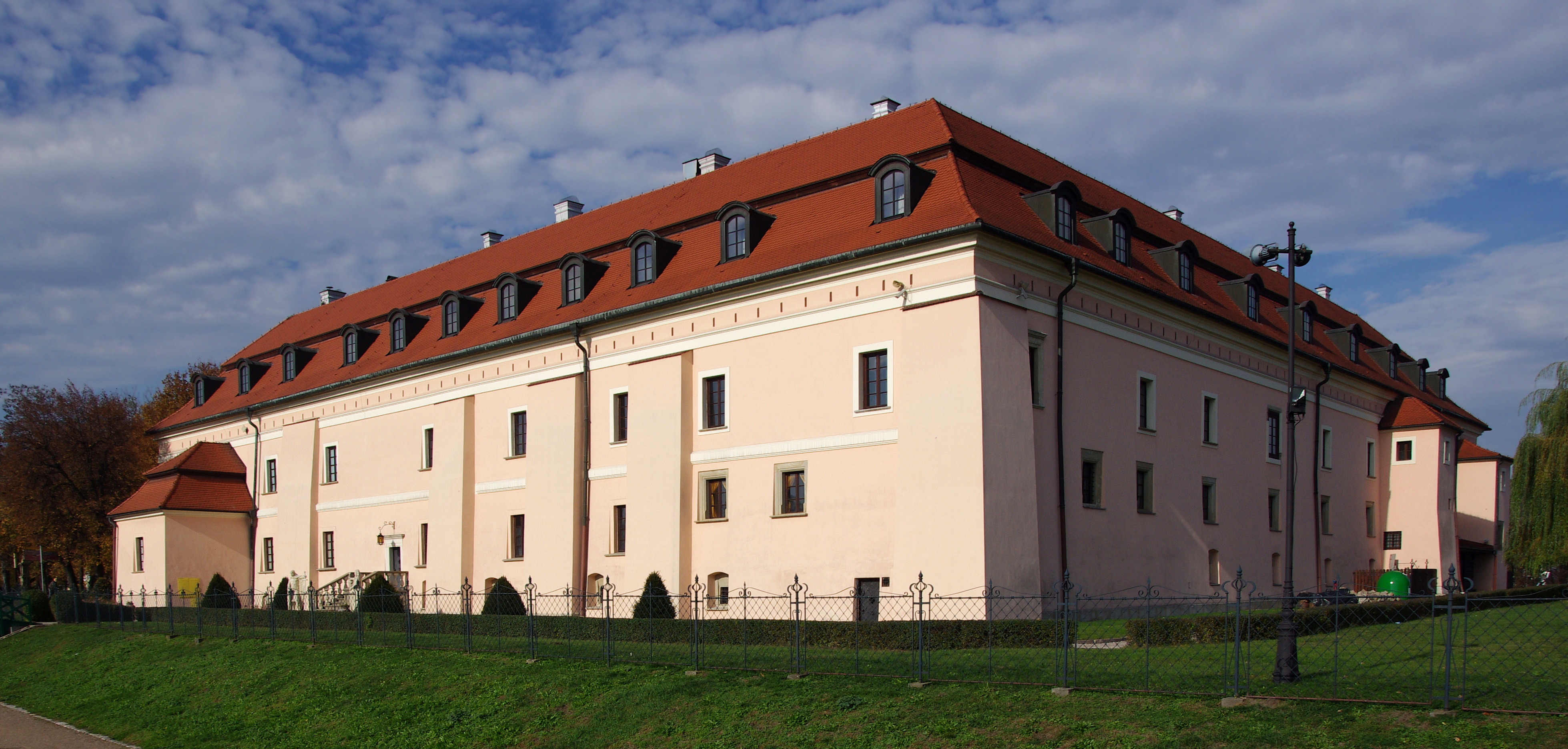
Zamek Królewski w Niepołomicach

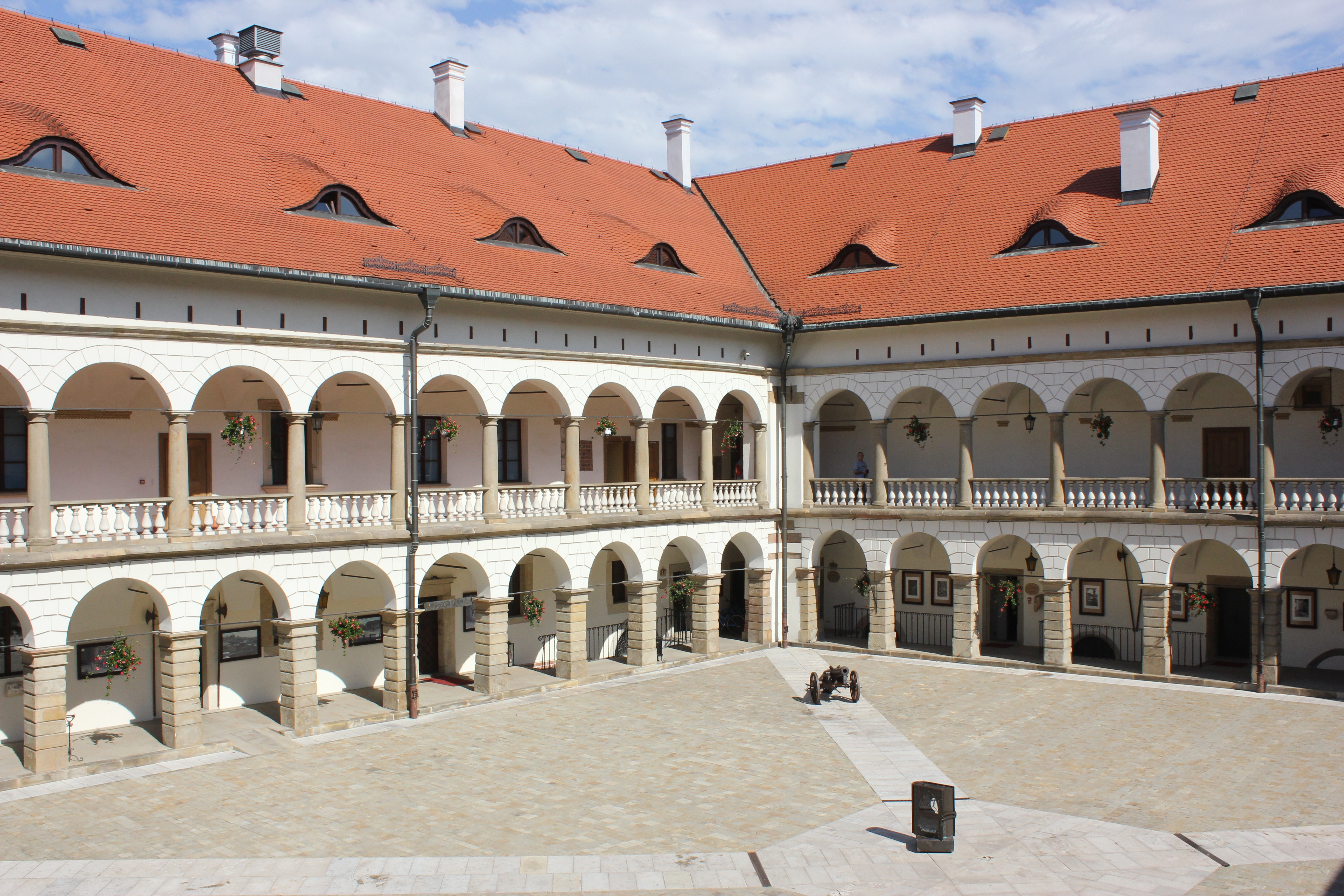
Dziedziniec zamkowy

- Zamek Królewski w Niepołomicach. Główną atrakcją turystyczną Niepołomic jest XIV-wieczny zamek królewski zbudowany przez Kazimierza Wielkiego. Przypuszcza się, że zamek stał już w 1349, ponieważ Kazimierz Wielki wydał wówczas datowany z Niepołomic i podpisany przez kilku świadków dokument państwowy. Pierwotna rezydencja królewska różniła się dość znacznie od tej, którą możemy oglądać obecnie. Później przez pewien czas w gmachu mieściły się koszary. Po krótkim użytkowaniu przez wojsko, od początku XIX wieku służył jako siedziba rozmaitym instytucjom. Z upływem lat popadał w ruinę. Po wojnie brakowało funduszy na renowację. Prace remontowe rozpoczęły się dopiero po przemianach ustrojowych. Trwająca kilkanaście lat restauracja zakończyła się ostatecznie w 2007. Dzisiaj zamek jest wizytówką miasta. Znajdują się w nim gotyckie i renesansowe piwnice, sale parteru, znajdujące się na poziomie zamkowego dziedzińca, oraz zajmowane przez Muzeum Niepołomickie sale na pierwszym piętrze. Na zamkowym poddaszu znajdują się pokoje hotelowe oraz Centrum Konferencyjne im. Lecha Wałęsy. Na parterze działa restauracja.
  - Muzeum Niepołomickie. W zamkowej kaplicy obejrzeć można ekspozycję stanowiącą depozyt kościoła parafialnego w Niepołomicach. Są tam najstarsze dokumenty królewskie i papieskie, w tym akt utworzenia parafii z 1350, oraz akt erekcyjny i donacyjny kościoła, wystawiony przez Kazimierza Wielkiego. Godna uwagi jest wystawa trofeów myśliwskich prezentująca ptaki i zwierzęta które można spotkać w Puszczy Niepołomickiej. W latach 2007–2010 muzeum gościło ekspozycję pochodzącą z krakowskich Sukiennic. Od kwietnia 2010 w muzeum prezentowany jest zbiór ponad 100 obrazów i rzeźb z Muzeum Książąt Czartoryskich w Krakowie.
  - Ogrody Królowej Bony. Kilkanaście lat temu, na miejscu dawnego targowiska po południowej stronie zamku, odtworzono renesansowy Ogród Bony. Składa się z sześciu identycznych, prostokątnych kwater poprzedzielanych żwirowymi alejkami. We wnętrzu każdej z nich znajduje się identyczny utworzony z żywopłotu wzór geometryczny. Jego centralnym elementem jest okrąg o średnicy około ośmiu metrów. Przy wejściu do ogrodu od strony ul. Zamkowej stoi odlany z brązu pomnik Kazimierza Wielkiego w towarzystwie małego chłopca.

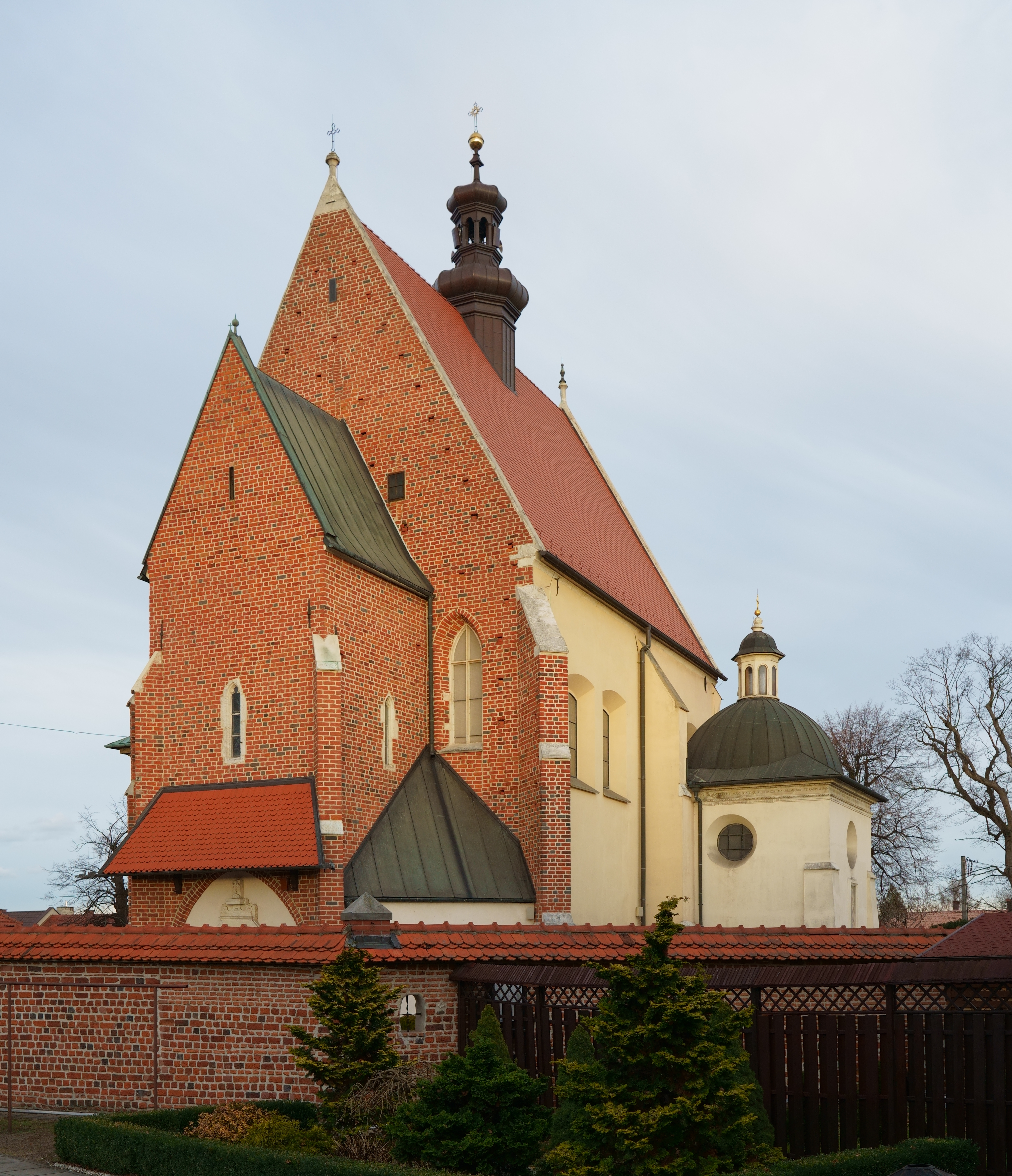
Kościół w Niepołomicach pw. Dziesięciu Tysięcy Męczenników

- Kościół Parafialny pw. Dziesięciu Tysięcy Męczenników. Kościół parafialny ufundowany przez Kazimierza Wielkiego w 1349, konsekrowany w 1358. Jest to budowla gotycka z dwoma zakrystiami i kaplicami. Kaplica południowa, utrzymana w stylu renesansowym, ufundowana została w 1596 przez Jana Branickiego. Znajduje się w niej pomnik z ciemnoczerwonego marmuru, a nad nim herby: Gryf i Kotwicz. Po przeciwnej stronie jest kaplica Lubomirskich w stylu barokowym. W gotyckim prezbiterium na ścianie północnej znajduje się polichromia J. Makarewicza z 1916, podobną można zobaczyć na ścianie chóru muzycznego. Ściany kaplicy Lubomirskich zdobią obrazy z życia Karola Boromeusza. Znajduje się tam również obraz przywieziony z Bolonii, przed którym 400 lat temu została uzdrowiona Anna Branicka. W skarbcu kościelnym przechowywana jest gotycka monstrancja z XV wieku. Cały kościół zdobiony jest stiukami. Na zewnątrz umiejscowione są liczne tablice, a w apsydzie kapliczka z ogrójcem, obok dzwonnica. Bramka w murze kościelnym została wykonana w stylu renesansowym przez Santiego Gucciego. Archiwum kościelne zawiera wiele starych dokumentów kościelnych i dworu królewskiego.
- Kopiec Grunwaldzki znajduje się na zachód od rynku, nieco ponad kilometr od centrum miasta na tzw. Wężowej Górze (212 m n.p.m.). Najpierw w 1902 usypano tam niewielki dwumetrowy kopczyk, który w 1910 z okazji 500 rocznicy bitwy pod Grunwaldem postanowiono powiększyć. Kopiec osiągnął wysokość 14 m, a średnica postawy ma 30 m. Na szczycie stoi kamienny krzyż z pamiątkową tablicą[3].
- Rynek w Niepołomicach
- Ratusz w Niepołomicach
- Cmentarz wojenny nr 326 – Niepołomice
- Cmentarz wojenny nr 327 – Niepołomice
- Cmentarz wojenny nr 328 – Niepołomice
- Cmentarz żydowski w Niepołomicach
- Dom Jubileuszowy w Niepołomicach
- Kaplica cmentarna w Niepołomicach

## Kultura i atrakcje Niepołomic

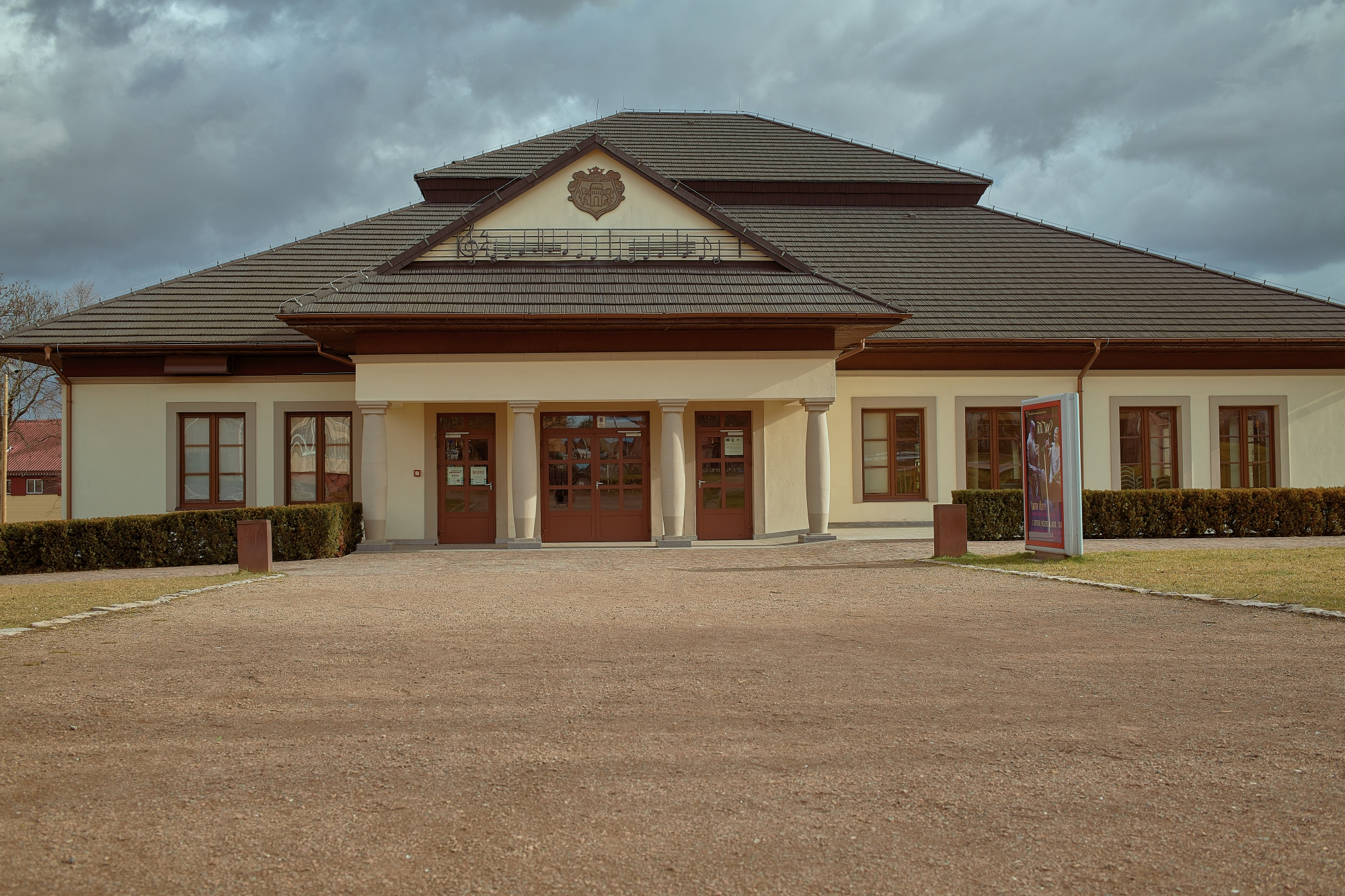
Muzeum Fonografii w Niepołomicach

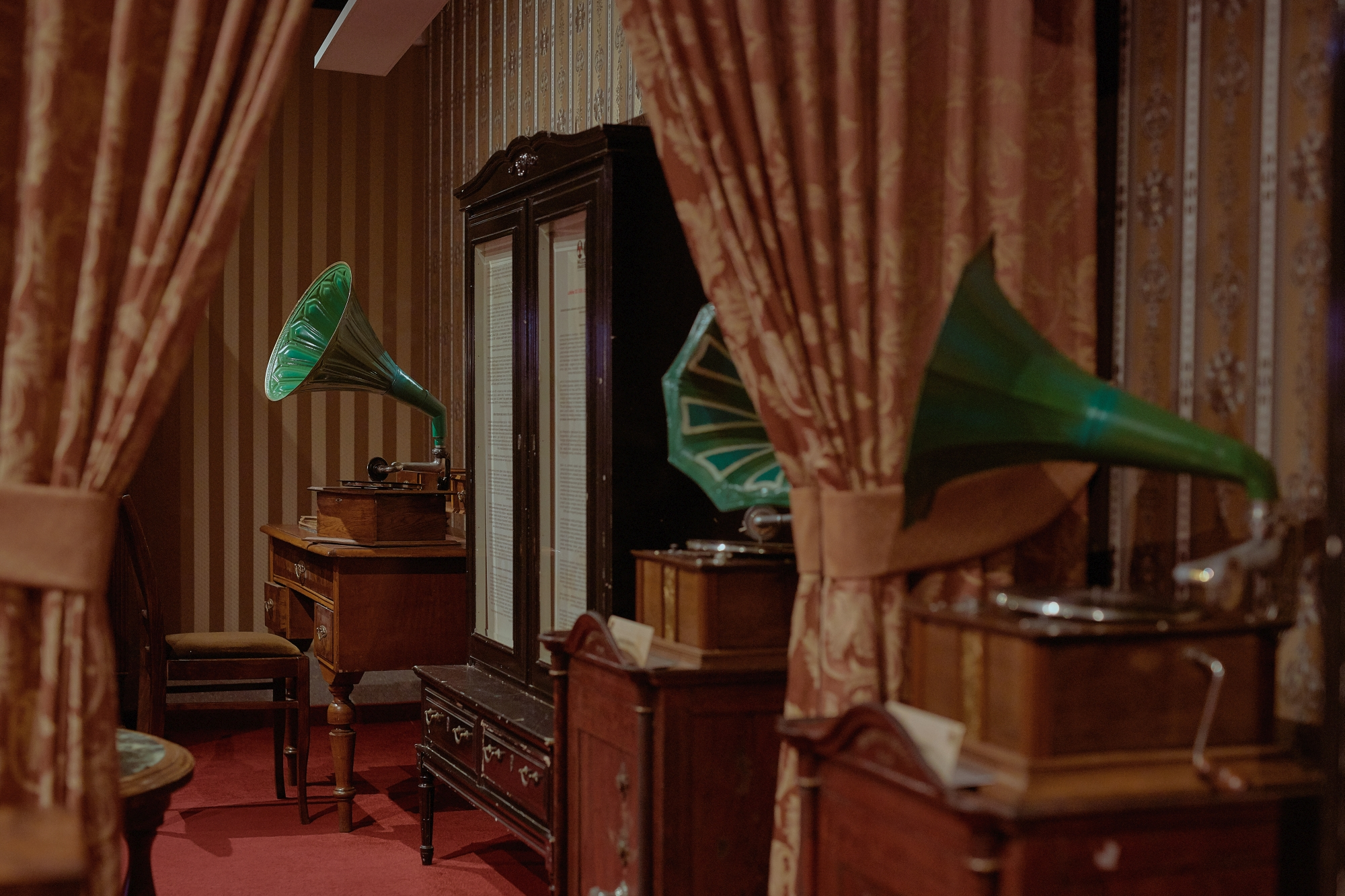
Eksponaty muzeum fonografii

- Młodzieżowe Obserwatorium Astronomiczne jest jedyną tego rodzaju placówką na południowym wschodzie kraju. Głównym jego celem jest popularyzacja i dydaktyka astronomii. Od 2004 obserwatorium nosi imię Kazimierza Kordylewskiego – krakowskiego astronoma, odkrywcy pyłowych księżyców Ziemi.
- Małopolskie Centrum Dźwięku i Słowa jest obiektem kulturalnym, edukacyjnym, rozrywkowym i szkoleniowym. Zaadaptowane zostało w budynku byłej restauracji „Zamkowa”. Mieści się tam jedyne w Polsce Muzeum Fonografii. W siedmiu salach ekspozycyjnych prezentowana jest historia fonografii – około 150 eksponatów, z których najstarsze mają nawet 130 lat. Integralną częścią ekspozycji jest sala odsłuchowa, w której zgromadzonych jest ok. 2000 płyt winylowych. Budynek mieści również salę kina. Centrum dysponuje czterema salami warsztatowymi oraz salą widowiskową z miejscami dla 220 widzów, wyposażoną w profesjonalne nagłośnienie i oświetlenie oraz sprzęt rejestrujący audio video z pełnym zapleczem technicznym dla artystów i wykonawców[11].
- Izba Regionalna gromadzi i przechowuje eksponaty sztuki ludowej i rękodzieła artystycznego z terenu gminy. Można tam obejrzeć stare meble, piec chlebowy, żarna, stare wydawnictwa i inne eksponaty z dziejów Niepołomic. Mieści się w budynku dawnej stodoły, w sąsiedztwie parku i zamku.
- Festiwal Dawnej Muzyki i Kultury adresowany do miłośników średniowiecza i renesansu. Edycja w 2002 roku prezentowała koncerty zespołów muzyki dawnej (Camerata Cracovia, Klub Świętego Ludwika, Fiori Musicali, balet dworski Ardente Sole i Dancerye) oraz wystawę dawnych strojów dworskich w komnatach Zamku Królewskiego[12]. Podczas festiwalu na rynku odbywał się jarmark staropolski, z wyrobami z garncarstwa, tkactwa, z warsztatami rzemieślników, prezentacją bractwa rycerskiego dotyczącego dawnego uzbrojenia, walki na miecze, sceny z katem i dybami.
- Pola Chwały – tradycję organizowania jarmarku historycznego w Niepołomicach kontynuują kolejne edycje „Pól Chwały”[13], odbywające się w okolicach zamku w Niepołomicach i na rynku. Grupy rekonstrukcyjne, stoiska z replikami strojów i sprzętów średniowiecznych, kramy z grami planszowymi, warsztatami oraz spotkania naukowe[14].

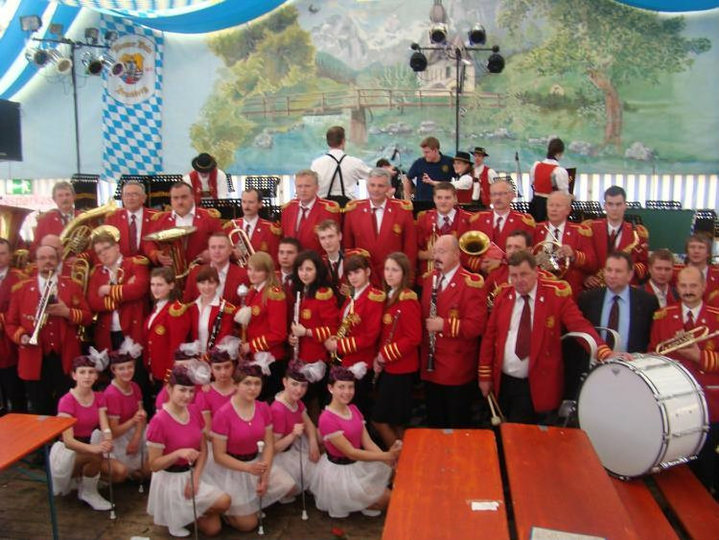
Orkiestra Dęta Niepołomice „Lira”

- Niepołomicka orkiestra dęta. Orkiestra powstała w 1923 z inicjatywy mieszkańców. Siedzibę, umundurowanie oraz opiekę nad członkami orkiestry od samego początku sprawowała Ochotnicza Straż Pożarna Niepołomice. W latach 70. opiekę nad orkiestrą przejął Dom Kultury i przekształcił w Orkiestrę Miejską „Lira”, gwarantując jej utrzymanie oraz nowe umundurowanie. W 2000 r. orkiestra powróciła pod patronat OSP, jednak utrzymanie, umundurowanie i zakup instrumentów pozostaje w gestii Centrum Kultury, w tym też roku zmieniono nazwę na „Reprezentacyjną Orkiestrę Dętą Miasta i Gminy Niepołomice «Lira»”. Kapelmistrzem jest Antoni Majerski. Nad sprawnym działaniem od wielu lat czuwa prezes Stanisław Dąbroś z zarządem, w skład którego wchodzi Jacek Czaplak – kierownik artystyczny, oraz Agnieszka Karcz – zastępca kapelmistrza. Orkiestra uczestniczy w życiu środowiska lokalnego, ma w repertuarze muzykę poważną, marszową, rozrywkową i dixielandową, pieśni kościelne, chorały i kolędy[15].

## Transport
Połączenia Niepołomic z Krakowem i Wieliczką realizowane są przez komunikację autobusową. 28 grudnia 2010 MPK Kraków uruchomiło linie autobusowe nr 211 do Chobot Leśniczówka, 221 do pętli Mały Płaszów oraz przyśpieszoną linię nr 301 (pierwotnie do pętli Dworzec Płaszów, ostatecznie wydłużoną do Nowego Kleparza). Od 16 września 1858 do Niepołomic kursował pociąg z Krakowa, jednak w 2005 linia kolejowa została całkowicie zlikwidowana decyzją ówczesnego burmistrza Stanisława Kracika. W mieście istniała stacja Niepołomice i przystanek Niepołomice Pasternik. Na terenie miasta znajduje się także nieczynny przystanek Podgrabie Wisła. W marcu 2023 podpisano umowę na budowę linii kolejowej Podgrabie Wisła (linia kolejowa 95 Kraków Mydlniki – Podłęże) – Niepołomice. Pociągi będą się zatrzymywać na trzech nowych przystankach: Niepołomice MAN, Niepołomice Boryczów i Niepołomice. Budowa ma się zakończyć do 2029 roku. W chwili obecnej najbliższe czynne stacje kolejowe znajdują się w Staniątkach i Podłężu na linii Tarnów – Kraków. Po wale wiślanym na terenie miasta poprowadzona jest Wiślana Trasa Rowerowa (WTR) przeznaczona dla ruchu rowerowego w kierunku Krakowa oraz Szczucina.

## Sport
- Miejski Klub Sportowy Puszcza Niepołomice, który 11 czerwca 2023 awansował – po raz pierwszy w swojej stuletniej historii – do Ekstraklasy.
- Basen – 10 sierpnia 2006 w Niepołomicach otwarto krytą pływalnię, na którą składa się: duży basen (25 × 12 m), mały basen (8 × 13 m), zjeżdżalnia, grzybek, jacuzzi, bicze wodne.
- Klub jazdy konnej – w pobliżu zamku w Niepołomicach ma swą siedzibę klub jazdy konnej „Pod Żubrem”.
- W Niepołomicach działa filia Polskiego Towarzystwa Gimnastycznego (PTG) „Sokół” Kraków.
- Tenis – 4 września 2006 do użytku oddano korty tenisowe w pobliżu stadionu MKS Puszczy Niepołomice. W skład obiektu wchodzą 3 korty.
- Trasy rowerowe m.in.: Wiślana Trasa Rowerowa (WTR), Velo Metropolis (EuroVelo4 / EuroVelo11) oraz Bursztynowy Szlak Greenways.

## Wspólnoty wyznaniowe
- Kościół rzymskokatolicki:

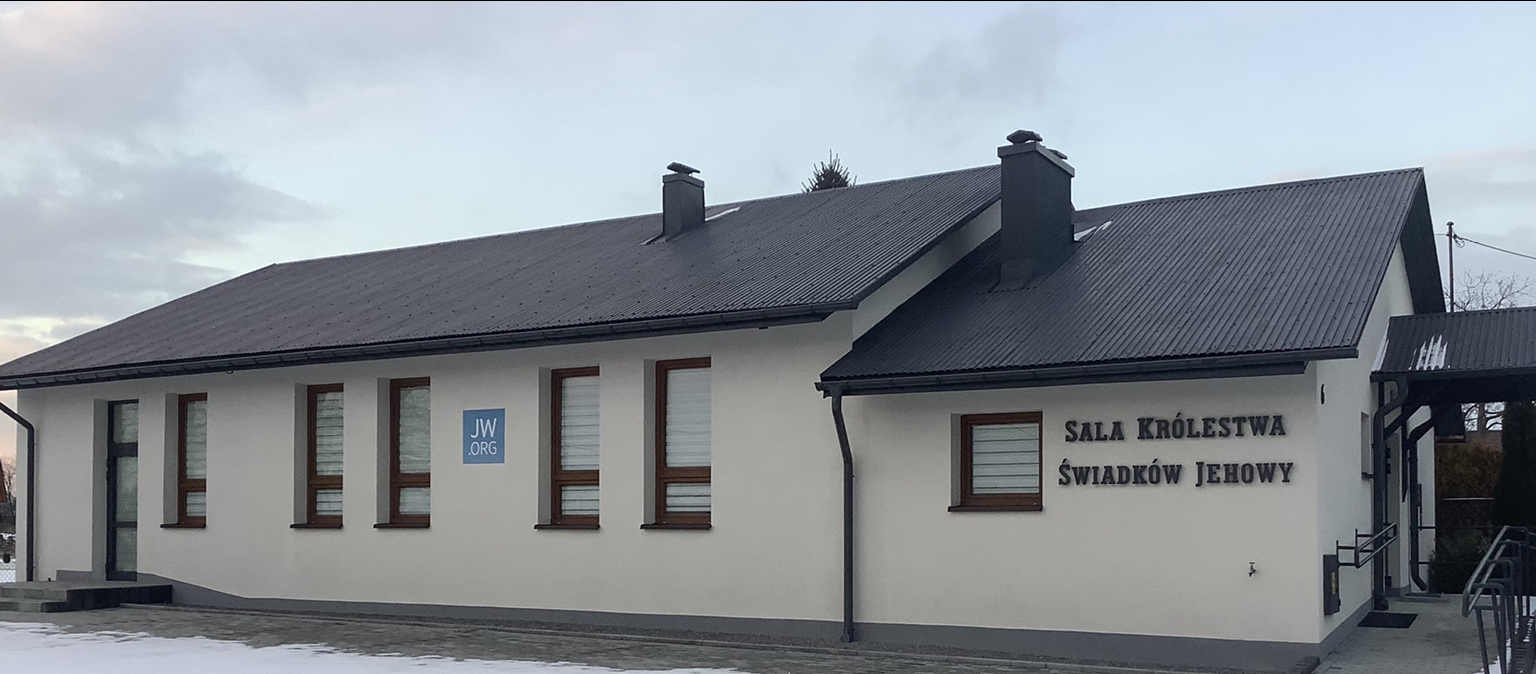
Sala Królestwa Świadków Jehowy, ul. Zacisze 6

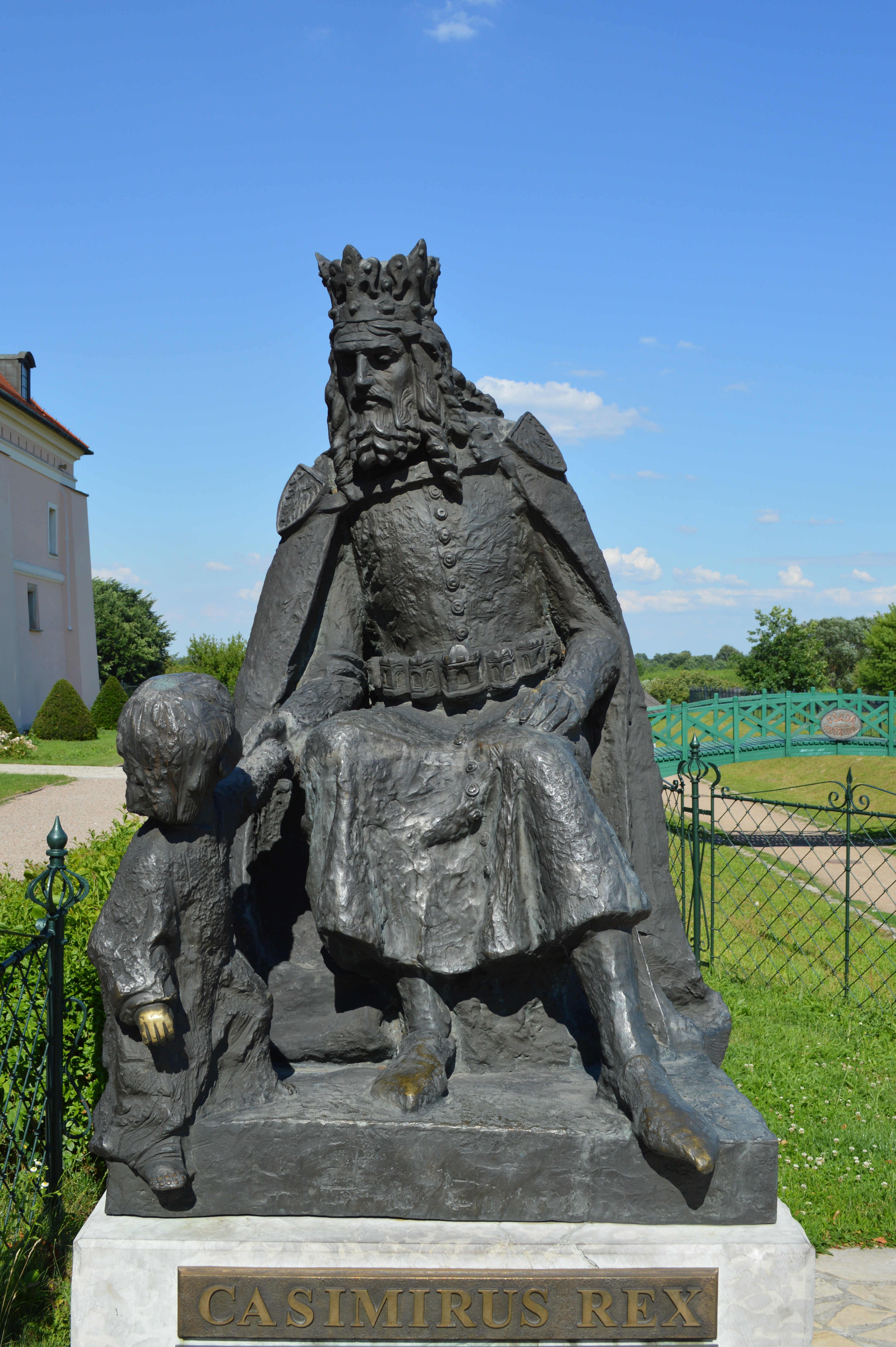
Pomnik Kazimierza Wielkiego

  - parafia Dziesięciu Tysięcy Męczenników
  - parafia Matki Boskiej Różańcowej
- Świadkowie Jehowy
  - zbór Niepołomice (Sala Królestwa ul. Zacisze 6)[18]
- Zrzeszenie Wolnych Badaczy Pisma Świętego:
  - zbór Niepołomice[19]

## Współpraca międzynarodowa
Miasta partnerskie:
- Enköping (Szwecja)
- Jawor (Polska)
- Monselice (Włochy)
- Palestrina (Włochy)
- Saint-Jean-de-la-Ruelle (Francja)
- Sławuta (Ukraina)
- Sykies (Grecja)
- Szécsény (Węgry)
- Weingarten (Niemcy)